# بيتر مدور
بيتر براين مدوَّر (بالإنجليزية: Peter Brian Medawar)‏، طبيب بريطاني من أصل لبناني ماروني، ولد في مدينة ريو دي جانيرو البرازيلية في 28 فبراير 1915 وتوفي في 2 أكتوبر 1987، حصل على جائزة نوبل في الطب لعام 1960 مناصفة مع الأسترالي السير فرانك بورنت لاكتشافهما التحمل المناعي المكتسب.
ركز عمل بيتر مدور على رفض الجسم للأنسجة أو الأعضاء الخارجية المزروعة فيه طبيًّا (رفض الطعم)، حيث كان عمله في التحمل المناعي المكتسب أساسيًّا لهذا المجال. ونظرًا لأعماله في علم المناعة، يُعتبر مدور «أبا زراعة الأعضاء». يتذكره الجميع بذكائه في الحياة الواقعية وكتاباته الرائجة. اعتبره علماء الحيوان مثل ريتشارد دوكينز «صاحب أبرع كتابات علمية»، وقال عنه ستيفن غاي غولد أنه «أنبغ من عرفت من الناس».
مدور كان الابن الأصغر لأب لبناني وأم بريطانية، وكان مواطنًا بريطانيًّا متجنسا. درس مدور في كلية مارلبورو وكلية ماغدالين، أكسفورد وكان أستاذًا لعلم الحيوان في جامعة برمنغهام وكلية لندن الجامعية. وحتى أصيب بإعاقة جزئية نتيجة احتشاء الدماغ، كان مديرًا للمعهد الوطني للأبحاث الطبية في ميل هيل. وبالتعاون مع طلابه للدكتوراة، ليزلي برينت وزميل دراسات ما بعد الدكتوراة روبرت بيلينغهام، وضح مبدأ التحمل المناعي المكتسب (ظاهرة عدم استجابة جهاز المناعة لجزيئات معينة)، والتي تنبأ بها نظريًّا سير فرانك ماكفارلين بورنيت. أصبح هذا العمل أساسًا لزراعة الأعضاء والأنسجة. تشارك مدور مع بورنيت جائزة نوبل في الطب وعلم وظائف الأعضاء في عام 1960 عن اكتشاف «التحمل المناعي المكتسب».

## التعليم والحياة المبكرة
ولد مدور في بيتروبوليس، وهي مدينة تقع على بعد 40 ميل شمال ريو دي جينيرو في البرازيل، حيث كان يعيش والداه. كان مدور الابن الثاني للبناني نيكولاس أغناتيوس مدور، المولود في قرية جونيه، شمال بيروت، لبنان، والأم البريطانية إيديث موريل. والده، المسيحي الماروني، أصبح مواطنًا بريطانيًّا متجنسا وعمل في مصنع لمستلزمات الأسنان والذي أرسله إلى البرازيل كعميل. اكتسب مدور الجنسية البريطانية منذ ولادته، وكما قال: «سُجلت ولادتي في القنصلية البريطانية في وقت جيد لاكتساب مكانة مواطن بريطاني طبيعي المولد».
غادر مدور البرازيل مع عائلته إلى إنجلترا «بالقرب من نهاية الحرب»، وعاش هناك لبقية حياته. كان مدور مواطنًا برازيليًّا أيضًا بحكم قانون الجنسية البرازيلي، لكنه تخلى عن الجنسية البرازيلية تجنبًا للتجنيد الإجباري المفروض على الرجال البرازيليين.
في عام 1928، ذهب مدور إلى كلية مارلبورو في مارلبورو، ويلتشير، لكنه كان يمقت الكلية لأنهم «كانوا ناقدين وكثيري الشكوى، ويتساءلون عن هويته كشخص لبناني –وهو شيء غريب بالتأكيد». وبسبب تفضيلاتها الرياضية أيضًا، والتي كان ضعيفًا فيها. في عام 1932 ذهب إلى كلية ماغدالين، أكسفورد، متخرجًا بدرجة الأول على الدفعة في علم الحيوان في عام 1935. انبهر مدور وتأثر لاحقًا بمعلمه لعلم الحيوان جون ز. يونغ، الذي تعلم أيضًا وتأثر بواحد من معلميه في مارلبورو، الذي كان متعلمًا بالكاد ولكنه كان «معلم أحياء جيد جدًا جدًا».

## أعماله البحثية
- عقب الحرب العالمية الثانية، عمل مدور في مجال ترقيع الجلد، حيث لاحظ أن نجاح عملية الترقيع يتوقف على مدى القرابة بين المانح والمستقبِل.
- وفي عام 1953 اكتشف مدور أن حقن أجنة فئران في مرحلة التطور بخلايا مأخوذة من أنسجة فئران بالغة يمكّن أجسام هذه الفئران الصغيرة من تقبل رقع جلدية تنقل إليها من الفئران الكبيرة بنجاح. وقد مهد هذا الاكتشاف المتعلق بالتحمل المناعي المكتسب الطريق للأبحاث الرامية إلى الحد من رفض الجسم للأعضاء المزروعة.

بعد انتهائه من أطروحته للدكتوراة، نال جائزة روليستون برايزمان في عام 1942، ثم اختير كزميل بحثي مخضرم في كلية سانت جون، أكسفورد، في عام 1944، ومدرسًا في علم الحيوان والتشريح المقارن في عام 1944 أيضًا. انتُخب مدور كزميل لماغدالين بانتخابات خاصة أثناء 1938 إلى 1944 و1946 إلى 1947. قُبلت أطروحته للدكتوراة في الفلسفة، ولكن بسبب التكلفة الباهظة للدعوات فقد أنفق أمواله على عملية الزائدة العاجلة بدلًا من ذلك. منحته جامعة أكسفورد بعد ذلك درجة دكتور في العلوم في عام 1947.
نال مدور أستاذية ماسون في علم الحيوان في جامعة برمنجهام بين عامي 1947 و1951. ونال أستاذية جودريل في علم الحيوان والتشريح المقارن في كلية لندن الجامعية. في عام 1962 اختير كمدير المعهد الوطني للبحث الطبي. المدير السابق له السير تارليز هارينغتون كان مديرًا مقتدرًا لدرجة أن شغل مكانه، كما وصف، «لم يكن بتعب الانزلاق على مقعد القيادة في رولس-رويس.»  كان رئيس قطاع زراعة الأعضاء في مركز الأبحاث السريرية لمجلس الأبحاث الطبية، هارو، من 1971 إلى 1986. أصبح مدور أستاذًا للطب التجريبي في المعهد الملكي (1977-1983)، ورئيسًا لكلية الطب لدراسات ما بعد التخرج الملكية (1981-1987).

### البحوث المبكرة
كان البحث العلمي الأول لمدور عن تأثير الملت على نمو خلايا النسيج الضام في الدجاج. علق هوارد فلوري على مسودة البحث قائلًا أنه فلسفي أكثر من كونه علميًّا. نُشر البحث في كوارتيرلي جورنال لعلم وظائف الأعضاء التجريبي في عام 1937.
بدأ انشغال مدور في ما يُسمى بأبحاث زراعة الأعضاء خلال الحرب العالمية الثانية، عندما فحص التحسينات الممكنة في زراعة الجلد. كان منشوره الأول عن الموضوع «شرائح من النسيج الطلائي الجلدي من جلد الإنسان»، الذي نُشر في نيتشر عام 1941. ركزت دراساته على إيجاد حل لجروح الجلد بين الجنود في الحرب. وفي عام 1947 انتقل إلى جامعة برمنغهام، مصطحبًا معه طالب الدكتوراة ليزلي برينت وزميل دراسات ما بعد الدكتوراة روبرت بيلينغهام. أصبحت أبحاثه أكثر تركيزًا في عام 1949، عندما طور بيرنيت في معهد والتر وإليزا هال للبحث الطبي في ميلبورن، الفرضية القائلة بأنه أثناء الحياة الجنينية وبعد الولادة مباشرة، تكتسب الخلايا تدريجيًّا القدرة على التمييز بين مواد أنسجتها والخلايا غير المرغوبة والمواد الغريبة على الجانب الآخر.
ومع بيلينغهام، نشر ورقة بارزة في عام 1951. وصف عالم المناعة الأمريكي سانتا ج. أونو، التأثير المستمر لهذه الورقة في العلوم الحديثة. بناءً على تقنية زراعة النسيج، ابتكر فريقه وسيلة لاختبار فرضية بورنيت. استخرجوا الخلايا من أجنة الفئران الصغيرة وحقنوها في فأر آخر من نوع مختلف. عندما نما الفأر ليصير بالغًا وأُجريت عملية زراعة الجلد من النوع الأصلي، لم يكن هناك رفض للنسيج المزروع. مما يعني أن الفأر تحمل النسيج الغريب، والذي كان من المتوقع أن يُرفض. نُشر الدليل التجريبي لفرضية بورنيت لأول مرة في مقال موجز في نيتشر في عام 1953. تبع ذلك سلسلة من الأوراق العلمية، ووصف شامل في «العمليات الفلسفية للمجتمع الملكي بي» في عام 1956، وأطلقوا عليها اسم «التحمل النشط المكتسب».

### نظرية الشيخوخة
ناقشت محاضرة مدور عام 1951، بعنوان «مشكلة لم تحلها البيولوجيا» (المنشورة عام 1952) مشكلة الشيخوخة والتقدم في العمر، حيث بدأ بتعريف المصطلح كالآتي:
إننا نحتاج بوضوح إلى كلمة تعبر عن التقدم في العمر، وأنا أٌقترح استخدام كلمة «التقدم بالعمر» نفسها للتعبير عن هذا المعني، لتعني مجرد التقدم في العمر فقط. أما مصطلح «الشيخوخة» فيعني التقدم في العمر المصحوب بتدهور في وظائف الجسم والإحساس والطاقات التي ينطوي عليها التقدم في العمر.
ثم ناقش بعد ذلك سؤالًا عن سبب سماح التطور للكائنات الحية بالشيخوخة، بالرغم من أن (1) الشيخوخة تقلل من لياقة الكائن الحي الفرد، و (2) لا يوجد ضرورة واضحة للشيخوخة. وفي الإجابة على هذا السؤال، وفر مدور رؤيتين مرتبطتين وأساسيتين. الأولى، أن هناك تدهور لا مهرب منه في احتمالية وجود الكائن، وبالتالي، في ما يسميه «القيمة التناسلية». يقترح مدور أن قوة الانتخاب الطبيعي تضعف بالتقدم في العمر في آخر حياة الكائن (لأن خصوبة الجيل الأصغر أكثر أهمية من حيث إنتاج الأجيال الجديدة). ما يحدث للكائن بعد التناسل ينعكس بصورة ضعيفة فقط في الانتخاب الطبيعي بتأثير الأقرباء الأصغر. أشار مدور إلى أن احتمالية الموت في أوقات مختلفة من العمر، كما هو محكوم عليها بجدول الحياة، كانت قياسًا غير مباشر للصلاحية، أي قدرة الكائن على تمرير جيناته. تظهر جداول الحياة الخاصة بالإنسان، على سبيل المثال، أن أقل احتمال للوفاة للإناث يقع عند عمر 14 عامًا، وهو سن ذروة التناسل في المجتمعات البدائية. مثَّل ذلك أساسًا لكل النظريات الحديثة لتطور الشيخوخة.

## سيرته الذاتية
نشر مدور سيرته الذاتية تحت عنوان «ذكريات فجلة مفكرة» عام 1986.

## روابط خارجية
- بيتر مدور على موقع الموسوعة البريطانية (الإنجليزية)
- بيتر مدور على موقع مونزينجر (الألمانية)
- بيتر مدور على موقع إن إن دي بي (الإنجليزية)